# Райли, Эшли
Эшли Райли (англ. Ashley Riley; род. 27 апреля 1995, Нассау, Багамские Острова) — багамский легкоатлет, специализирующийся в беге на 400 метров. Серебряный призёр чемпионата мира в помещении 2016 года в эстафете 4×400 метров.

## Биография
Лёгко атлетикой начал заниматься в школе C.R. Walker Senior High School на Багамах. В 2011 году стал вторым в беге на 800 метров на юношеских соревнованиях стран Карибского бассейна CARIFTA Games. Участвовал в юношеском чемпионате мира, где занял последнее место в своём предварительном забеге и не прошёл в полуфинал.
Для получения высшего образования переехал в США, где учился сначала в колледже Colby Community College, а в 2014 году перешёл в Университет юго-восточной Луизианы. В студенческой команде он стал специалистом в беге на 400 метров, установил несколько рекордов университета на этой дистанции и в эстафетах.
В 2016 году был приглашён в сборную Багамских Островов для участия в чемпионате мира в помещении. Райли помог эстафетной команде выйти в финал по итогам предварительных забегов, после чего уступил своё место в составе Алонсо Расселлу. Багамы выиграли серебряную медаль, которую по регламенту получил и Эшли.

## Основные результаты
| Год  | Турнир                      | Место проведения | Дисциплина       | Место       | Результат |
| ---- | --------------------------- | ---------------- | ---------------- | ----------- | --------- |
| 2011 | Чемпионат мира среди юношей | Лилль, Франция   | 800 м            | 46-е (заб.) | 1.57,40   |
| 2016 | Чемпионат мира в помещении  | Портленд, США    | эстафета 4×400 м | 4-е (заб.)  | 3.07,55   |